# 도버역

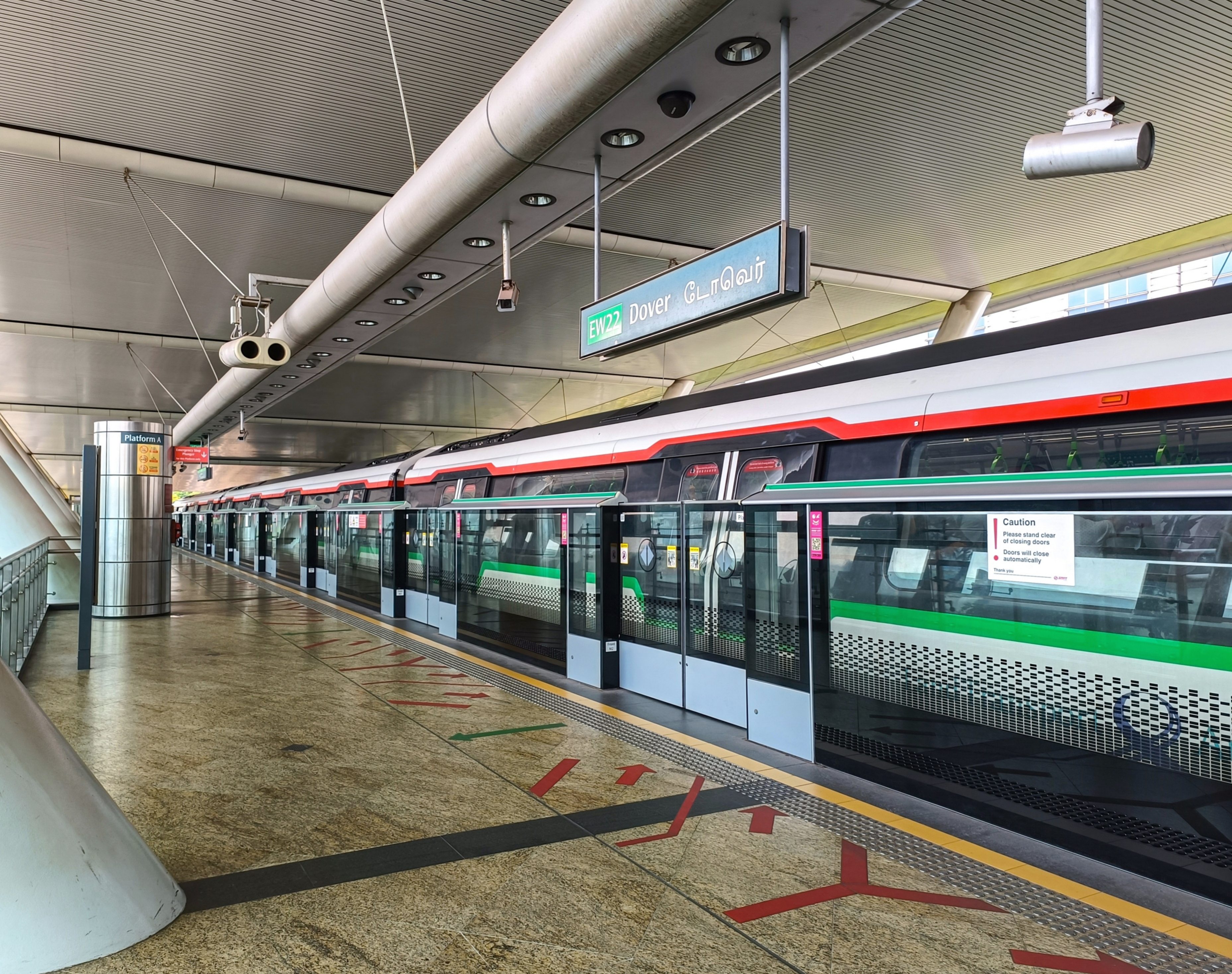

도버역(Dover MRT station)은 싱가포르의 이스트웨스트선(EWL)에 있는 고가 MRT(Mass Rapid Transit) 역이다. 커먼웰스 애비뉴 웨스트(Commonwealth Avenue West)를 따라 위치한 이 역은 싱가포르 폴리테크닉(Singapore Polytechnic)과 직접 연결되어 있으며 이 지역의 다양한 주거 개발 서비스를 제공한다. 역은 SMRT 열차에 의해 운영된다.
이 역은 1997년 역 건설이 발표되기 전인 1988년에 처음 계획되었다. MRT 네트워크의 첫 번째 충전 역인 계약자는 선로 위에 임시 강철 터널을 건설하는 것을 포함하여 EWL의 서비스를 방해하지 않고 안전을 보장해야 했다. 이 역은 2001년 10월 18일에 개장했다. RSP 건축가가 설계한 이 역은 중앙 홀을 따라 강철 기둥과 바닥에서 천장까지 이어지는 유리 패널로 지지되는 독특한 아치형 지붕을 갖추고 있다.